# Klaus-Steilmann-Berufskolleg
Das Klaus-Steilmann-Berufskolleg ist eine kaufmännische Schule der Stadt Bochum.
Sie trägt seit dem 1. Februar 2011 den Namen des 2009 verstorbenen Textilunternehmers und Sportmäzens Klaus Steilmann aus Bochum-Wattenscheid, der die Schule zu Lebzeiten auch förderte. Zuvor hieß die Schule „Berufskolleg der Stadt Bochum, Kaufmännische Schule 2“.
Die Schule besuchen etwa 1700 Schüler. Schulleiter ist Andreas Zimmermann. Das Kollegium besteht aus 85 Lehrern. In unmittelbarer Nachbarschaft befindet sich das Louis-Baare-Berufskolleg.

## Vollzeitschulische Bildungsgänge
- Ausbildungsvorbereitung (1-jährig)
- Berufsfachschule Typ 1 (Handelsschule) (1-jährig)
- Berufsfachschule Typ 2 (Handelsschule) (1-jährig)
- Höhere Handelsschule (2-jährig) mit den Schwerpunkten Informationswirtschaft, Recht/Wirtschaftsrecht, Spanisch sowie Gesundheitsökonomie
- Staatlich geprüfter kaufmännischer Assistent – Schwerpunkt Informationsverarbeitung (3-jährig)
- Fachoberschule (FOS 12 B, 1-jährig)

## Übersicht über mögliche Abschlüsse
| Bisheriger Abschluss                                                                  | Ziel                                                                                    | Bildungsgang                                 | Dauer   |
| ------------------------------------------------------------------------------------- | --------------------------------------------------------------------------------------- | -------------------------------------------- | ------- |
| ohne allgemein bildenden Schulabschluss in der Sekundarstufe I                        | Hauptschulabschluss nach Klasse 9                                                       | Ausbildungsvorbereitung                      | 1 Jahr  |
| Hauptschulabschluss nach Klasse 9                                                     | Hauptschulabschluss nach Klasse 10                                                      | Berufsfachschule Typ 1 (Handelsschule)       | 1 Jahr  |
| Hauptschulabschluss nach Klasse 10                                                    | Mittlerer Schulabschluss (FOR), evtl. Berechtigung zum Besuch der gymnasialen Oberstufe | Berufsfachschule Typ 2 (Handelsschule)       | 1 Jahr  |
| Mittlerer Schulabschluss (FOR) oder Berechtigung zum Besuch der gymnasialen Oberstufe | Berufliche Kenntnisse und Fachhochschulreife (schulischer Teil)                         | Höhere Handelsschule                         | 2 Jahre |
| Mittlerer Schulabschluss (FOR) oder Berechtigung zum Besuch der gymnasialen Oberstufe | Fachhochschulreife und Berufsabschluss nach Landesrecht                                 | Staatlich geprüfter kaufmännischer Assistent | 3 Jahre |
| Hochschulzugangsberechtigung (Fachhochschulreife oder Allgemeine Hochschulreife)      | Berufsabschluss nach Landesrecht                                                        | Staatlich geprüfter kaufmännischer Assistent | 2 Jahre |
| Mittlerer Schulabschluss (FOR) und abgeschlossene Berufsausbildung                    | Fachhochschulreife                                                                      | Fachoberschule (FOS 12 B) – Vollzeit         | 1 Jahr  |

## Bildungsgänge der Berufsschule
- Kaufmann im Gesundheitswesen
- Medizinische Fachangestellte
- Rechtsanwaltsfachangestellte
- Rechtsanwalts- und Notarfachangestellte
- Sozialversicherungsfachangestellte
- Steuerfachangestellte
- Verwaltungsfachangestellte

## Fachschule für Wirtschaft
Zum 1. August 2014 wurde die Fachschule für Wirtschaft, Fachrichtung Betriebswirtschaft mit dem Schwerpunkt Gesundheitsökonomie und -management eingerichtet.
Diese NRW-weit erste und einzige Fachschule für Wirtschaft mit dem Schwerpunkt Gesundheitsökonomie und -management begegnet der dringenden Nachfrage nach hochqualifizierten Beschäftigten in einer in Bochum und ganz NRW wachsenden Gesundheitswirtschaft. In einem praxisnahen Studium vermittelt die Fachschule fundierte betriebswirtschaftliche Kenntnisse in Verbindung mit Spezialwissen im Schwerpunkt Gesundheitsökonomie und -management. Die Fachschule bietet engagierten Berufspraktikern die Möglichkeit, sich berufsbegleitend durch ein Studium für kaufmännische Fach- und Führungsaufgaben im mittleren Management von Unternehmen der Gesundheitswirtschaft zu qualifizieren.

## Auszeichnungen
- Schulentwicklungspreis Gute Gesunde Schule (2008, 2012, 2015 und 2018)[1]
- Gütesiegel Individuelle Förderung (2009)[2]
- Berufswahlsiegel – Schule mit vorbildlicher Berufsorientierung (2010 bis 2019)[3]